# Antal Csengery

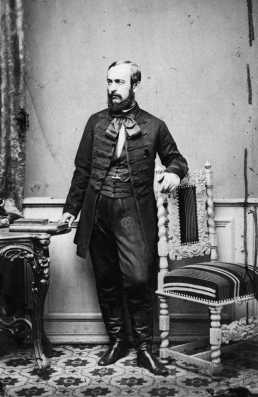
Antal Csengery

Antal Csengery (* 2. Juni 1822 in Großwardein; † 13. Juli 1880 in Budapest) war ein ungarischer Journalist und Politiker.
Csengery war Redakteur der Zeitung Pesti Hírlap. 1848 wurde er Ministerialrat im ungarischen Ministerium des Innern. 1849 wurde er Generalsekretär der neuen ungarischen Bodenkreditanstalt. Er war wesentlich an der Vorbereitung des Österreichisch-Ungarischen Ausgleichs beteiligt. 1861 und von 1868 bis 1878 war er Abgeordneter der Partei Ferenc Deáks.